# 王彤宙
王彤宙（1965年12月—），男，汉族，山西临县人，中华人民共和国政治人物。现任中国交通建设集团有限公司党委书记、董事长。第十四届全国政协委员。